# Jean Deville
Pour les articles homonymes, voir Deville.
Ne doit pas être confondu avec Jean Deville (peintre).
Jean Deville, né à Charleville le 23 juin 1901 et mort à Chamonix-Mont-Blanc le 17 avril 1972, est un peintre et graveur, ainsi qu'industriel français.

## Biographie
Né le 23 juin 1901 à Charleville,, il est issu d'une famille d'industriels ardennais, à la tête d'une entreprise de fonderie et de métallurgie, les Fonderies Deville. 
Son père est Raymond Deville (1873-1940), président de la Société Deville et son grand-père est Albert Deville (1844-1913), industriel, mutualiste et homme politique ardennais  du parti radical, et marié [en février 1873] à Marie Juliette Corneau (1852-1916), qui est la grand-tante d'Yvonne de Gaulle,,.
Jean Deville se marie le 8 juin 1927 à Paris avec Elisabeth Marie Henriette Labbé de la Mauvinière (1903-2006), artiste (peintre puis graveuse) et fille d'un conseiller de la Cour des comptes. 
Certes industriel, il est aussi, comme son épouse, peintre et graveur et élève de Maurice Denis et de George Desvallières. Il expose notamment comme peintre à Paris au Salon des indépendants en 1928 et au Salon d'automne,. Il s'intéresse à la gravure au début des années 1930, initié par ses amis Yves Alix et Gérard Cochet. 
Le couple Deville-Labbé de la Mauvinière compte parmi ses quatre enfants, Florence, de son nom d'épouse Florence d'Harcourt, et Corinne, également artiste-peintre et épouse de Jean Taittinger, homme d'affaires et homme politique, député, ministre, et longtemps maire de Reims.
Bien que passionné par le travail artistique, Jean Deville ne se dérobe pas à ses responsabilités d'héritier d'une famille d'industriels depuis plusieurs générations. Adolescent, il voit son père traverser la période de l'occupation allemande pendant la Première Guerre mondiale, avec le démantèlement des ateliers, puis redémarrer et faire évoluer l'activité dans l'entre-deux-guerres. Lui-même est à son tour à la tête de l'entreprise durant la Seconde Guerre mondiale où l'activité s'arrête. Après le conflit, il remanie et modernise l'usine de Charleville, et lance de nouveaux produits dans le contexte, favorable, des Trente Glorieuses, où les ménages s'équipent. Il propose en particulier une cuisinière au bois, charbon ou gaz Lumina, puis des appareils de chauffage au mazout. Et à la suite du choc pétrolier, il réoriente l'activité de construction d'appareil de chauffage vers les alternatives au mazout,.
En 1970, n'oubliant pas sa passion pour la gravure, il succède à Pierre Guastalla comme président de la Jeune Gravure contemporaine,.
Il meurt en avril 1972 à Chamonix.
Une rue de Charleville-Mézières porte le nom de Jean Deville. Un catalogue de son œuvre gravé a été publié en 1976. Une exposition de cet œuvre gravé a été présentée à la Bibliothèque nationale de France en 1978.